# Monoki István-díj
A Monoki István-díj az Erdélyi Magyar Közművelődési Egyesület 1992-ben alapított kitüntetése.

## A díj
A díj kimagasló, tudományos szintű szakmai teljesítményekért jár, vagy az egész romániai magyar könyvtárügy érdekében, kulturális értékeink megőrzéséért, gazdagításáért végzett áldozatos munkáért, esetleg egy tevékeny és eredményes könyvtárosi életpálya elismerését jelenti.
A díj névadója idősebb Monoki István (1887–1963), bibliográfus, negyven éven keresztül a kolozsvári Egyetemi Könyvtár könyvtárosa, majd igazgatója.

## Díjazottak
- Köllő Enikő (2022)[3]
- Irina Rugină (2022)[4]
- Kiss László (2021)[5]
- Bedő Melinda (2020)[6]
- Lokodi Anna (2019), könyvtáros[7]
- Gurka-Balla Ilona (2018)
- Kopacz Katalin-Mária (2017)
- Poráczky Rozália (2016)
- Kelemen Katalin (2015)[8]
- Demeter Lajos (2014)
- Emődi András (2013)
- Kosz Orsolya (2012)
- Hubbes Éva (2011)
- Okos Rigó Ilona (2010)
- Bende Katalin (2009)
- Győrfi Dénes (2008)
- Kovács Erzsébet (2006)
- Kiss Jenő (2005)
- Sebestyén Spielmann Mihály (2004)
- Szabó Klára (2003)
- Muckenhaupt Erzsébet (2002)
- Györfi József (2001)
- Róth András Lajos (2000)
- Mészáros József (1999)
- Újvári Mária és Szigethy Rudolf (1997)
- Fülöp Géza (1996)
- Deé Nagy Anikó (1994)
- Gábor Dénes és Pillichné Bodrogi Katalin (1993)
- Tavaszi Hajnal (1992)